# Негернбетель
Негернбетель (нім. Negernbötel) — громада в Німеччині, розташована в землі Шлезвіг-Гольштейн. Входить до складу району Зегеберг. Складова частина об'єднання громад Трафе-Ланд.
Площа — 16,97 км2. Населення становить 966 ос. (станом на 31 грудня 2020).